# Sipadan
Sipadan est la seule île océanique de la Malaisie, avec une élévation de 600 mètres au-dessus du fond marin. Elle est située à l'est de la ville de Tawau dans la mer de Célèbes. L'île s'est formée à partir de coraux vivants qui se sont développés pendant des milliers d'années au sommet d'un volcan éteint .
Sipadan est située au cœur du bassin indo-pacifique, un des habitats marins les plus riches du monde. Plus de 3 000 espèces de poissons et des centaines d'espèces de coraux ont été répertoriés dans cet écosystème.

## Histoire
En France, Sipadan est connue par le reportage du commandant Cousteau sur le mystérieux cimetière de tortues sous la colonne formée par une grotte calcaire sous-marine contenant un  labyrinthe de tunnels et de chambres.

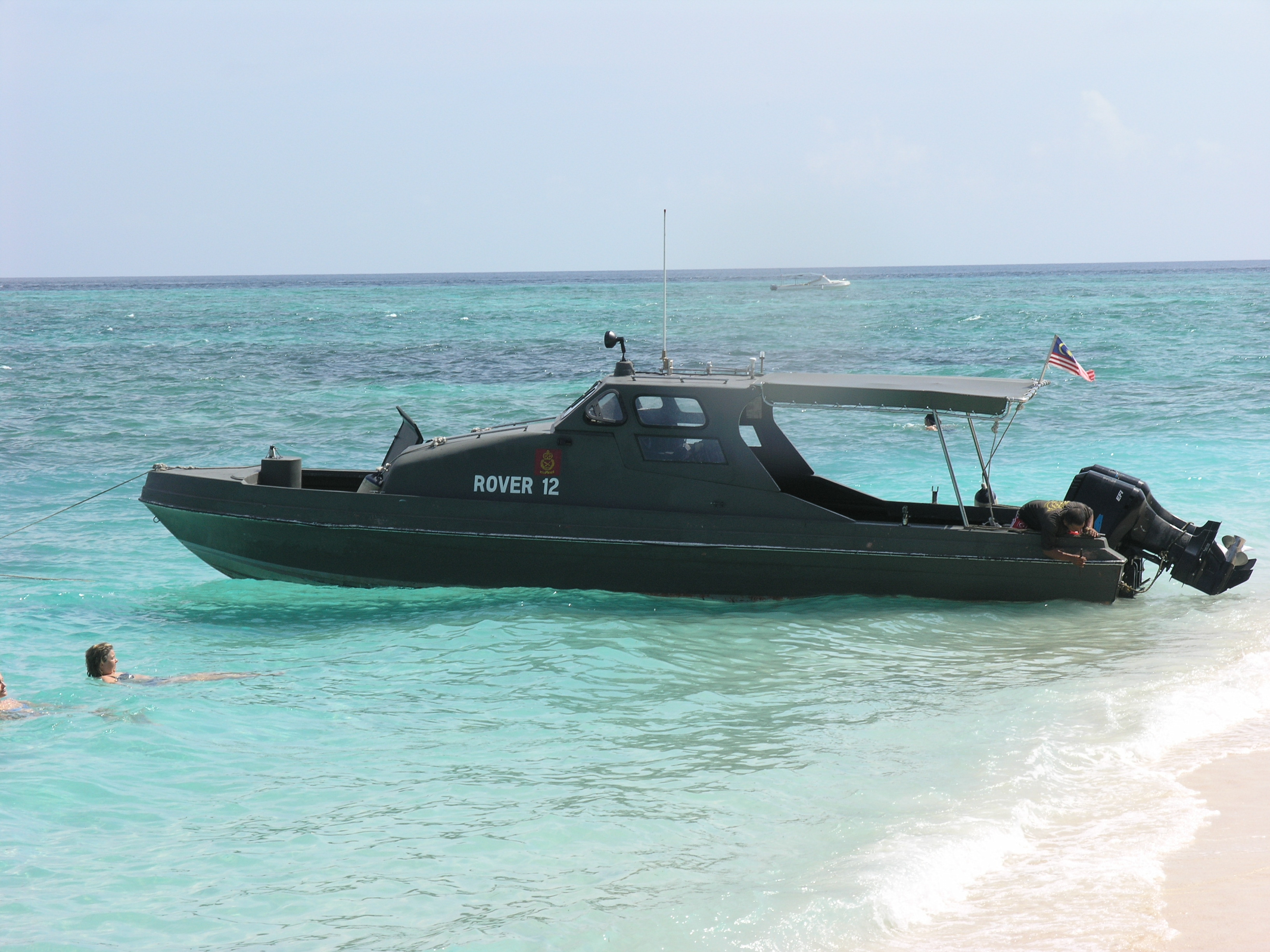
La marine malaisienne protège les touristes contre les attaques terroristes potentielles

Sipadan a été l'objet d'un litige territorial entre la Malaisie et l'Indonésie. L'affaire avait été portée devant la Cour internationale de justice de La Haye aux Pays-Bas. Fin 2002, cette Cour internationale a accordé l'île, ainsi que celle de Ligitan, à la Malaisie, sur la base d'une « occupation effective » démontrée par l'occupant précédent, c'est-à-dire le Royaume-Uni, ancienne puissance coloniale, et en l'absence de tout autre titre supérieur. Les Philippines avaient tenté d'intervenir dans la procédure dans le cadre de sa revendication sur le Sabah, mais sa requête avait été repoussée par la Cour début 2001.
Le 23 avril 2000, 21 personnes dont au moins 10 touristes étrangers furent kidnappées par des membres du groupe terroriste philippin Abu Sayyaf. Des hommes armés étaient arrivés par bateau, forçant 10 touristes et 11 employés de leur hôtel à s'embarquer et les emmenant dans l'île de Jolo. Tous les otages avaient finalement été libérés, après plus de quatre mois de captivité.
En 2004, le gouvernement malaisien a ordonné à tous les opérateurs hôteliers et de plongée sous-marine de Sipadan de déménager leurs installations hors de l'île avant la fin de l'année. Cette initiative est essentiellement destinée à préserver l'équilibre de l'écosystème de Sipadan et ses environs. La plongée est toujours autorisée à Sipadan avec des opérateurs installés sur les îles voisines ou sur Bornéo.
Le 15 mai 2006, une barge transportant des milliers de tonnes de matériaux de construction s'est échouée sur l'île, détruisant une grande partie du corail. Le ministre du Tourisme, de la Culture et de l'Environnement du Sabah, M. Tan Sri Chong Kah Kiat, expliqua que les matériaux (béton et gravier) étaient destinés à un projet touristique de 1,3 million de US$ comportant une resthouse, des toilettes et une boutique de plongée sous-marine, mais ses propos furent démentis par le Chief Minister (chef de l'exécutif de l'État) Datuk Seri Musa Aman. On apprit plus tard que le projet était financé par le gouvernement fédéral.

## Article annexe
- Conflit du Nord-Bornéo

## Webographie
- « Sipadan — Tragic Incident » (version du 24 février 2008 sur Internet Archive), eyewitness account of barge damage to Sipadan reef.
- Massive steel barge crashes into Sipadan reef
- Fabio Spadi (2003) Pulau Ligitan and Pulau Sipadan: New Parameters for the Concept of Dependency in the Maritime Environment? The ICJ judgment of 17 December 2002,The International Journal of Marine and Coastal Law 18: 295-310
- Info sur la plongée à Sipadan
- Photos de l'île de Sipadan
- Sipadan page on the official site of Tourism Malaysia
- Film de tortue marine de Sipadan.  fabrication et musique: Christoph Brüx